# Pterophorus keningus
Pterophorus keningus is een vlinder uit de familie vedermotten (Pterophoridae). De wetenschappelijke naam van de soort is voor het eerst geldig gepubliceerd in 1997 door Arenberger.